# Großer Preis von Belgien 2007
Der Große Preis von Belgien 2007 (offiziell 2007 Formula 1 ING Belgian Grand Prix) fand am 16. September auf dem Circuit de Spa-Franchorchamps in Spa statt und war das 14. Rennen der Formel-1-Weltmeisterschaft 2007.

## Bericht

### Hintergrund
Nach einem Jahr Pause wegen Umbauarbeiten kehrte die Formel 1 wieder nach Spa zurück.
Nach dem Großen Preis von Italien führte Lewis Hamilton in der Fahrerwertung mit drei Punkten vor Fernando Alonso und mit 18 Punkten vor Kimi Räikkönen. In der Konstrukteurswertung führte Ferrari mit 57 Punkten vor BMW Sauber und mit 105 Punkten vor Renault. Eigentlich führte McLaren-Mercedes die Konstrukteurswertung an, aufgrund der Spionage-Affäre wurden vor dem Rennen allerdings alle Konstrukteursmeisterschaftspunkte aberkannt. Die beiden Fahrer durften ihre Punkte behalten.
Mark Webber bestritt seinen 100. Grand Prix.
Mit Räikkönen (zweimal) und David Coulthard (jeweils einmal) traten zwei ehemalige Sieger zu diesem Grand Prix an.

### Training
Im ersten freien Training fuhr Räikkönen mit 1:47,339 Minuten die schnellste Runde vor Hamilton und Alonso.
Am Nachmittag fuhr Alonso mit 1:46,654 Minuten Bestzeit. Zweiter wurde Hamilton, Felipe Massa Dritter.
Im letzten freien Training wurde dann wieder Räikkönen mit 1:46,137 Minuten Erster, diesmal vor Massa und Alonso.

### Qualifying
Das Qualifying bestand aus drei Teilen mit einer Nettolaufzeit von 45 Minuten. Im ersten Qualifying-Segment (Q1) hatten die Fahrer 18 Minuten Zeit, um sich für das Rennen zu qualifizieren. Alle Fahrer, die im ersten Abschnitt eine Zeit erzielten, die maximal 107 Prozent der schnellsten Rundenzeit betrug, qualifizierten sich für den Grand Prix. Die besten 16 Fahrer erreichten den nächsten Teil. Alonso war Schnellster. Sebastian Vettel, Rubens Barrichello, beide Super Aguri und beide Spyker schieden aus.
Der zweite Abschnitt (Q2) dauerte 15 Minuten. Die schnellsten zehn Piloten qualifizierten sich für den dritten Teil des Qualifyings. Räikkönen war Schnellster. Giancarlo Fisichella, Ralf Schumacher, Coulthard, Jenson Button, Vitantonio Liuzzi und Alexander Wurz schieden aus.
Der letzte Abschnitt (Q3) ging über eine Zeit von zwölf Minuten, in denen die ersten zehn Startpositionen vergeben wurden. Räikkönen fuhr mit einer Rundenzeit von 1:45,994 Minuten die Bestzeit vor Massa und Alonso und sicherte sich so seine insgesamt 14. Pole-Position.
Aufgrund der FIA-Regeln bezüglich der Reihenfolge, in der Strafen verhängt werden, wurde Kubicas Strafe zuerst verhängt. Damit belegte er den 15. Platz und lag hinter Fisichella. Dann wurde die Strafe des Italieners verhängt, so dass Kubica am Ende den 14. Platz belegte. Dies bedeutete, dass Coulthard, Button und Liuzzi alle zwei Plätze gutmachten, da sich beide Fahrer vor ihnen platziert hatten.

### Rennen
Die Reihenfolge blieb von Anfang bis Ende ziemlich unverändert, wobei die Ferrari von Räikkönen und Massa das Rennen dominierten. Beim Start versuchte Hamilton Alonso zu überholen, allerdings verließ er dabei die Strecke und Alonso drückte ihn noch weiter raus. Fisichella erlitt in der zweiten Runde einen Aufhängungsschaden, was ihn zum ersten Ausfall des Rennens machte. Ebenfalls in Runde zwei drehte sich Wurz und rutschte ans Ende des Feldes. Vettel erlitt ein Handlingproblem, vermutlich verursacht durch eine Kollision, welches ihm in Runde neun aus dem Rennen nahm.  
Massa übernahm in Runde 16 kurzzeitig die Führung, aber Räikkönen eroberte sie eine Runde später nach seinem Boxenstopp zurück.  
Coulthard erlitt in Runde 30 einen Hydraulikschaden an seinem Red Bull. Kurz darauf erlitt Wurz ein Benzindruckproblem und anschließend erlitt Button wie Coulthard ein Hydraulikschaden. Beiden schieden aus.  

Beim zweiten Stopp von Räikkönen führte Massa erneut nur eine Runde lang, eroberte die Führung aber in der folgenden Runde zurück.  

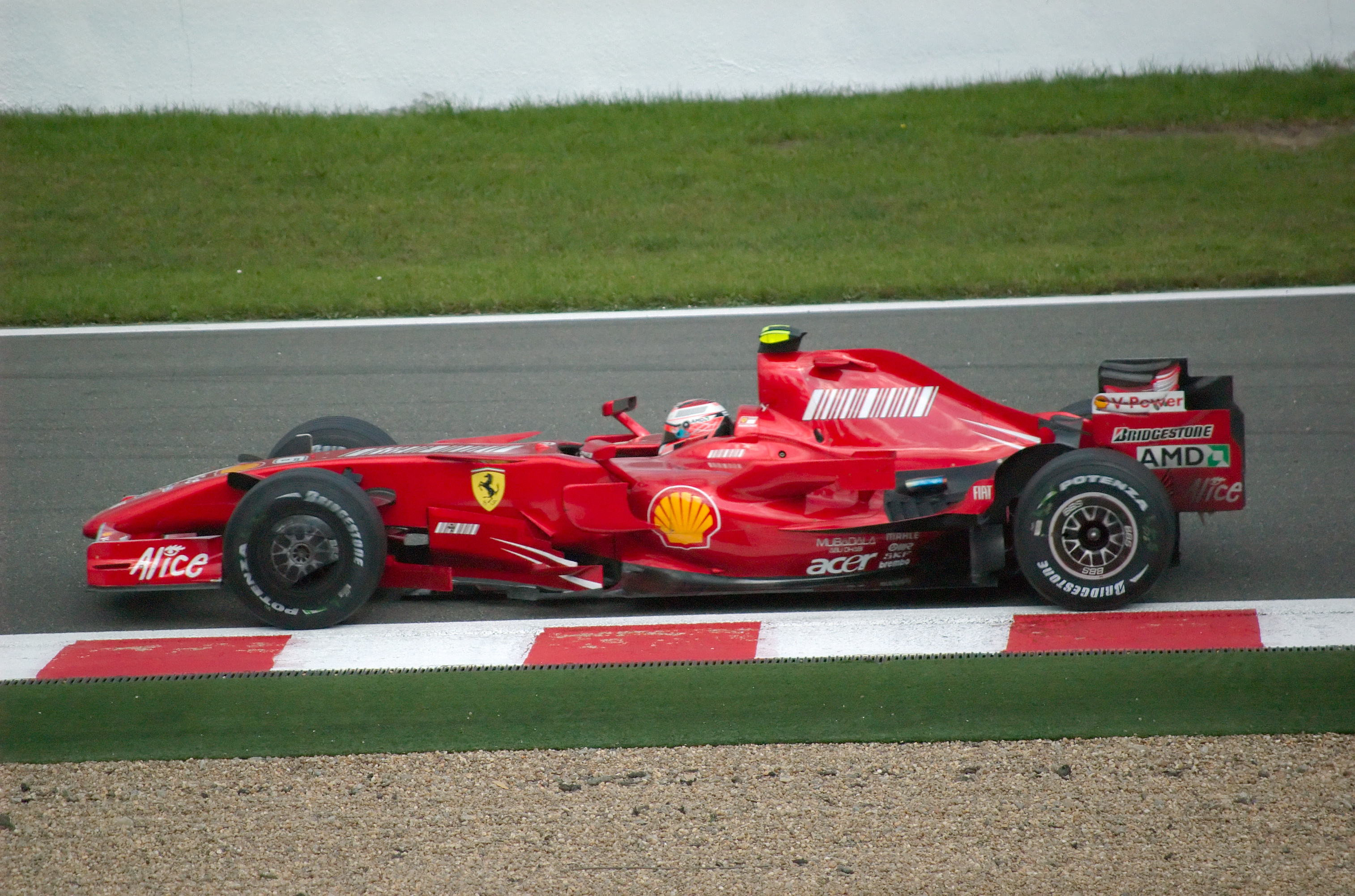
Rennsieger Kimi Räikkönen

Räikkönen gewann das Rennen vor Massa und Alonso. Durch die Disqualifikation von McLaren-Mercedes vor dem Rennwochenende und dem Doppelsieg konnte sich Ferrari bereits bei diesem Rennen den Konstrukteurstitel sichern. Hamilton, Nick Heidfeld, Nico Rosberg, Webber und Heikki Kovalainen belegten die restlichen Punkteplatzierungen.
In der Fahrerwertung blieben die ersten drei Positionen unverändert.
Das Rennen wurde durch den Tod des ehemaligen Rallye-Weltmeisters Colin McRae bei einem Hubschrauberabsturz während des Qualifyings am Samstag überschattet.

## Meldeliste
| Team                        | Nr. | Fahrer               | Chassis           | Motor                | Reifen |
| --------------------------- | --- | -------------------- | ----------------- | -------------------- | ------ |
| Vodafone McLaren Mercedes   | 01  | Fernando Alonso      | McLaren MP4-22    | Mercedes-Benz 2.4 V8 | B      |
| Vodafone McLaren Mercedes   | 02  | Lewis Hamilton       | McLaren MP4-22    | Mercedes-Benz 2.4 V8 | B      |
| ING Renault F1 Team         | 03  | Giancarlo Fisichella | Renault R27       | Renault 2.4 V8       | B      |
| ING Renault F1 Team         | 04  | Heikki Kovalainen    | Renault R27       | Renault 2.4 V8       | B      |
| Scuderia Ferrari Marlboro   | 05  | Felipe Massa         | Ferrari F2007     | Ferrari 2.4 V8       | B      |
| Scuderia Ferrari Marlboro   | 06  | Kimi Räikkönen       | Ferrari F2007     | Ferrari 2.4 V8       | B      |
| Honda Racing F1 Team        | 07  | Jenson Button        | Honda RA107       | Honda 2.4 V8         | B      |
| Honda Racing F1 Team        | 08  | Rubens Barrichello   | Honda RA107       | Honda 2.4 V8         | B      |
| BMW Sauber F1 Team          | 09  | Nick Heidfeld        | BMW Sauber F1.07  | BMW 2.4 V8           | B      |
| BMW Sauber F1 Team          | 10  | Robert Kubica        | BMW Sauber F1.07  | BMW 2.4 V8           | B      |
| Panasonic Toyota Racing     | 11  | Ralf Schumacher      | Toyota TF107      | Toyota 2.4 V8        | B      |
| Panasonic Toyota Racing     | 12  | Jarno Trulli         | Toyota TF107      | Toyota 2.4 V8        | B      |
| Red Bull Racing             | 14  | David Coulthard      | Red Bull RB3      | Renault 2.4 V8       | B      |
| Red Bull Racing             | 15  | Mark Webber          | Red Bull RB3      | Renault 2.4 V8       | B      |
| AT&T Williams               | 16  | Nico Rosberg         | Williams FW29     | Toyota 2.4 V8        | B      |
| AT&T Williams               | 17  | Alexander Wurz       | Williams FW29     | Toyota 2.4 V8        | B      |
| Scuderia Toro Rosso         | 18  | Vitantonio Liuzzi    | Toro Rosso STR-02 | Ferrari 2.4 V8       | B      |
| Scuderia Toro Rosso         | 19  | Sebastian Vettel     | Toro Rosso STR-02 | Ferrari 2.4 V8       | B      |
| Etihad Aldar Spyker F1 Team | 20  | Adrian Sutil         | Spyker F8-VII     | Ferrari 2.4 V8       | B      |
| Etihad Aldar Spyker F1 Team | 21  | Sakon Yamamoto       | Spyker F8-VII     | Ferrari 2.4 V8       | B      |
| Super Aguri F1 Team         | 22  | Takuma Satō          | Super Aguri SA07  | Honda 2.4 V8         | B      |
| Super Aguri F1 Team         | 23  | Anthony Davidson     | Super Aguri SA07  | Honda 2.4 V8         | B      |

## Klassifikation

### Qualifying
| Pos. | Fahrer               | Konstrukteur       | Q1       | Q2       | Q3       | Start |
| ---- | -------------------- | ------------------ | -------- | -------- | -------- | ----- |
| 01   | Kimi Räikkönen       | Ferrari            | 1:46,242 | 1:45,070 | 1:45,994 | 01    |
| 02   | Felipe Massa         | Ferrari            | 1:46,060 | 1:45,173 | 1:46,011 | 02    |
| 03   | Fernando Alonso      | McLaren-Mercedes   | 1:46,058 | 1:45,442 | 1:46,091 | 03    |
| 04   | Lewis Hamilton       | McLaren-Mercedes   | 1:46,437 | 1:45,132 | 1:46,406 | 04    |
| 05   | Robert Kubica        | BMW Sauber         | 1:46,707 | 1:45,885 | 1:46,996 | 14    |
| 06   | Nico Rosberg         | Williams-Toyota    | 1:46,950 | 1:46,469 | 1:47,334 | 05    |
| 07   | Nick Heidfeld        | BMW Sauber         | 1:46,923 | 1:45,994 | 1:47,409 | 06    |
| 08   | Mark Webber          | Red Bull-Renault   | 1:47,084 | 1:46,426 | 1:47,524 | 07    |
| 09   | Jarno Trulli         | Toyota             | 1:47,143 | 1:46,480 | 1:47,798 | 08    |
| 10   | Heikki Kovalainen    | Renault            | 1:46,971 | 1:46,240 | 1:48,505 | 09    |
| 11   | Giancarlo Fisichella | Renault            | 1:47,143 | 1:46,603 | –        | 22    |
| 12   | Ralf Schumacher      | Toyota             | 1:47,300 | 1:46,618 | –        | 10    |
| 13   | David Coulthard      | Red Bull-Renault   | 1:47,340 | 1:46,800 | –        | 11    |
| 14   | Jenson Button        | Honda              | 1:47,474 | 1:46,955 | –        | 12    |
| 15   | Vitantonio Liuzzi    | Toro Rosso-Ferrari | 1:47,576 | 1:47,115 | –        | 13    |
| 16   | Alexander Wurz       | Williams-Toyota    | 1:47,522 | 1:47,394 | –        | 15    |
| 17   | Sebastian Vettel     | Toro Rosso-Ferrari | 1:47,581 | –        | –        | 16    |
| 18   | Rubens Barrichello   | Honda              | 1:47,954 | –        | –        | 17    |
| 19   | Takuma Satō          | Super Aguri-Honda  | 1:47,980 | –        | –        | 18    |
| 20   | Adrian Sutil         | Spyker-Ferrari     | 1:48,044 | –        | –        | 19    |
| 21   | Anthony Davidson     | Super Aguri-Honda  | 1:48,199 | –        | –        | 20    |
| 22   | Sakon Yamamoto       | Spyker-Ferrari     | 1:49,557 | –        | –        | 21    |

Anmerkungen
1. ↑  Kubica erhielt aufgrund eines Motorenwechsels eine Startplatzstrafe von zehn Plätzen.
2. ↑  Fisichella erhielt aufgrund eines Motorenwechsels eine Startplatzstrafe von zehn Plätzen.

### Rennen
| Pos. | Fahrer               | Konstrukteur       | Runden | Stopps | Zeit        | Start | Schnellste Runde |
| ---- | -------------------- | ------------------ | ------ | ------ | ----------- | ----- | ---------------- |
| 01   | Kimi Räikkönen       | Ferrari            | 44     | 2      | 1:20:39,066 | 01    | 1:48,095 (12.)   |
| 02   | Felipe Massa         | Ferrari            | 44     | 2      | + 4,695     | 02    | 1:48,036 (34.)   |
| 03   | Fernando Alonso      | McLaren-Mercedes   | 44     | 2      | + 14,343    | 03    | 1:48,182 (44.)   |
| 04   | Lewis Hamilton       | McLaren-Mercedes   | 44     | 2      | + 23,615    | 04    | 1:48,215 (41.)   |
| 05   | Nick Heidfeld        | BMW Sauber         | 44     | 2      | + 51,879    | 06    | 1:48,663 (33.)   |
| 06   | Nico Rosberg         | Williams-Toyota    | 44     | 2      | + 1:16,876  | 05    | 1:49,769 (29.)   |
| 07   | Mark Webber          | Red Bull-Renault   | 44     | 2      | + 1:20,639  | 07    | 1:50,049 (12.)   |
| 08   | Heikki Kovalainen    | Renault            | 44     | 1      | + 1:25,106  | 09    | 1:49,600 (21.)   |
| 09   | Robert Kubica        | BMW Sauber         | 44     | 2      | + 1:25,661  | 14    | 1:48,894 (32.)   |
| 10   | Ralf Schumacher      | Toyota             | 44     | 1      | + 1:28,574  | 10    | 1:50,022 (43.)   |
| 11   | Jarno Trulli         | Toyota             | 44     | 2      | + 1:43,653  | 08    | 1:48,990 (43.)   |
| 12   | Vitantonio Liuzzi    | Toro Rosso-Ferrari | 43     | 1      | + 1 Runde   | 13    | 1:50,730 (40.)   |
| 13   | Rubens Barrichello   | Honda              | 43     | 1      | + 1 Runde   | 17    | 1:50,678 (43.)   |
| 14   | Adrian Sutil         | Spyker-Ferrari     | 43     | 2      | + 1 Runde   | 19    | 1:50,902 (29.)   |
| 15   | Takuma Satō          | Super Aguri-Honda  | 43     | 2      | + 1 Runde   | 18    | 1:50,886 (32.)   |
| 16   | Anthony Davidson     | Super Aguri-Honda  | 43     | 1      | + 1 Runde   | Box   | 1:51,391 (43.)   |
| 17   | Sakon Yamamoto       | Spyker-Ferrari     | 43     | 2      | + 1 Runde   | 21    | 1:51,648 (30.)   |
| –    | Jenson Button        | Honda              | 36     | 1      | DNF         | 12    | 1:51,141 (22.)   |
| –    | Alexander Wurz       | Williams-Toyota    | 34     | 2      | DNF         | 15    | 1:51,270 (18.)   |
| –    | David Coulthard      | Red Bull-Renault   | 29     | 1      | DNF         | 11    | 1:51,156 (24.)   |
| –    | Sebastian Vettel     | Toro Rosso-Ferrari | 8      | 1      | DNF         | 16    | 1:52,724 (04.)   |
| –    | Giancarlo Fisichella | Renault            | 1      | 0      | DNF         | 22    | –                |

Anmerkungen
1. ↑  Davidson startete aus der Boxengasse, nachdem er in der Einführungsrunde ein Problem mit der Frontpartie hatte

## WM-Stände nach dem Rennen
Die ersten acht des Rennens bekamen 10, 8, 6, 5, 4, 3, 2 bzw. 1 Punkt(e).

### Fahrerwertung
| Pos. | Fahrer               | Konstrukteur     | Punkte |
| ---- | -------------------- | ---------------- | ------ |
| 01   | Lewis Hamilton       | McLaren-Mercedes | 97     |
| 02   | Fernando Alonso      | McLaren-Mercedes | 95     |
| 03   | Kimi Räikkönen       | Ferrari          | 84     |
| 04   | Felipe Massa         | Ferrari          | 77     |
| 05   | Nick Heidfeld        | BMW Sauber       | 56     |
| 06   | Robert Kubica        | BMW Sauber       | 33     |
| 07   | Heikki Kovalainen    | Renault          | 22     |
| 08   | Giancarlo Fisichella | Renault          | 17     |
| 09   | Nico Rosberg         | Williams-Toyota  | 15     |
| 10   | Alexander Wurz       | Williams-Toyota  | 13     |
| 11   | Mark Webber          | Red Bull-Renault | 10     |
| 12   | David Coulthard      | Red Bull-Renault | 8      |
| 13   | Jarno Trulli         | Toyota           | 7      |

| Pos. | Fahrer             | Konstrukteur                    | Punkte |
| ---- | ------------------ | ------------------------------- | ------ |
| 14   | Ralf Schumacher    | Toyota                          | 5      |
| 15   | Takuma Satō        | Super Aguri-Honda               | 4      |
| 16   | Jenson Button      | Honda                           | 2      |
| 17   | Sebastian Vettel   | BMW Sauber / Toro Rosso-Ferrari | 1      |
| 18   | Rubens Barrichello | Honda                           | 0      |
| 19   | Scott Speed        | Toro Rosso-Ferrari              | 0      |
| 20   | Anthony Davidson   | Super Aguri-Honda               | 0      |
| 21   | Vitantonio Liuzzi  | Toro Rosso-Ferrari              | 0      |
| 22   | Adrian Sutil       | Spyker-Ferrari                  | 0      |
| 23   | Christijan Albers  | Spyker-Ferrari                  | 0      |
| 24   | Sakon Yamamoto     | Spyker-Ferrari                  | 0      |
| –    | Markus Winkelhock  | Spyker-Ferrari                  | 0      |

### Konstrukteurswertung
| Pos. | Konstrukteur     | Punkte |
| ---- | ---------------- | ------ |
| 01   | Ferrari          | 161    |
| 02   | BMW Sauber       | 90     |
| 03   | Renault          | 39     |
| 04   | Williams-Toyota  | 28     |
| 05   | Red Bull-Renault | 18     |
| 06   | Toyota           | 12     |

| Pos. | Konstrukteur       | Punkte |
| ---- | ------------------ | ------ |
| 07   | Super Aguri-Honda  | 4      |
| 08   | Honda              | 2      |
| 09   | Toro Rosso-Ferrari | 0      |
| 10   | Spyker-Ferrari     | 0      |
| DSQ  | McLaren-Mercedes1  | 192    |

Anmerkungen
1. Aufgrund der Spionageaffäre wurde McLaren-Mercedes im Vorfeld des Großen Preises von Belgien aus der Konstrukteurs-WM ausgeschlossen, zu einer Strafe von 100 Millionen US-$ verurteilt und verlor sämtliche Punkte. Die Fahrer durften ihre Punkte jedoch behalten.